# Deutsches Hopfenmuseum

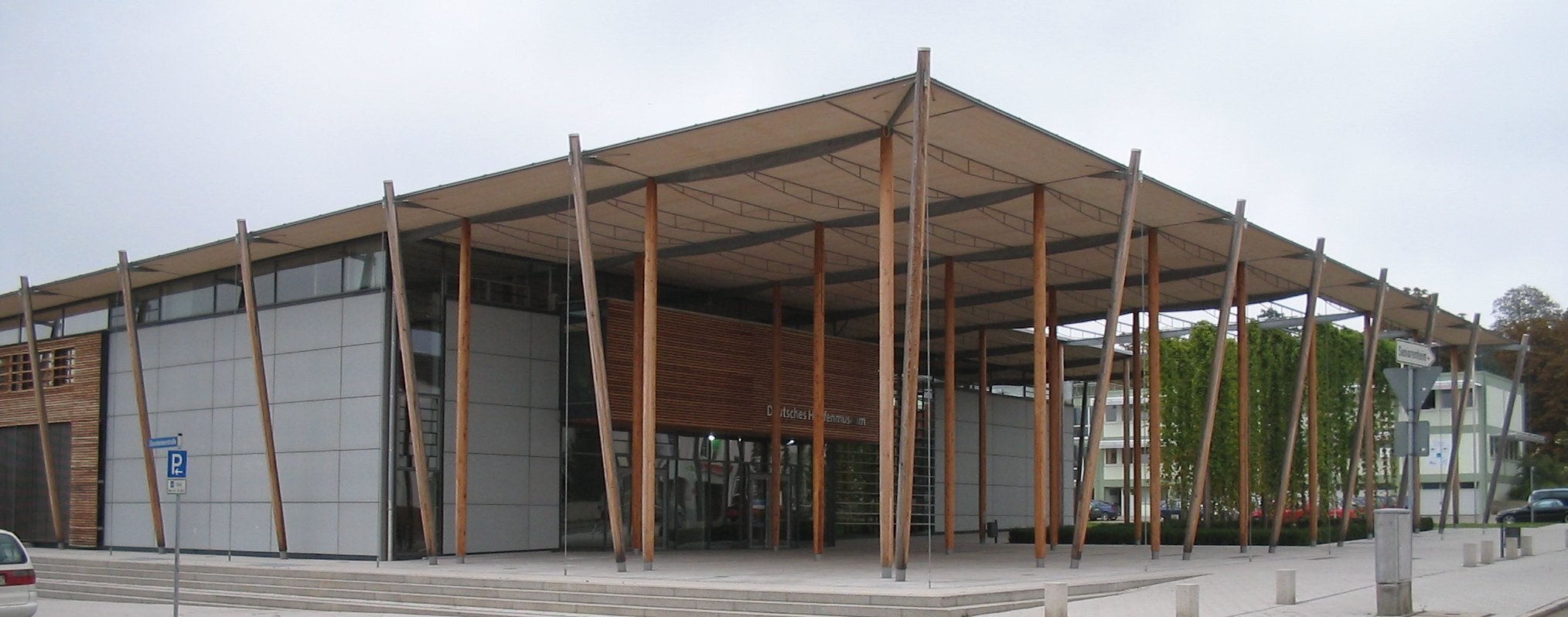
Museumsgebäude

Das Deutsche Hopfenmuseum in Wolnzach in der Hallertau in Bayern wurde 2002 vom Förderverein Deutsches Hopfenmuseum auf dem ehemaligen Gelände des Feuerwehrhauses eingerichtet. Auf einer Fläche von 1000 m² sind dort Bilder, Schriftdokumente und Werkzeuge und Geräte des Hopfenanbaus vom 16. Jahrhundert bis zur Gegenwart ausgestellt. BR-alpha drehte den Film "Deutsches Hopfenmuseum", Doku, 15 Min. Reihe "Bayerisches Heimatmuseum"; ebenso München TV.

## Geschichte
- 1984: Gründung des Förderverein Deutsches Hopfenmuseum e.V.[1]
- 1990: Gründung des Zweckverbandes Deutsches Hopfenmuseum[2]
- 2000: Gemeinderat beschließt Bau des Museums
- 2000: Architekturwettbewerb → Sieger Architekturbüro Krug & Partner,[3] München – Gebäude in Form eines Hopfengartens[4]
- 2002: Baubeginn
- 2005: 1. Öffnungstag am 22. Januar[4]

## Träger des Museums
- Träger ist der Zweckverband Deutsches Hopfenmuseum[2]
- Mitglieder sind zu je einem Drittel der Markt Wolnzach, der Landkreis Pfaffenhofen an der Ilm und der Regierung von Oberbayern

## Angebote
- Tagungsräume
- Bibliothek
- Publikationen
- Museumspädagogik
- Museumsshop
- Audioguide